# Amazonische Krötenkopf-Lanzenotter
Die Amazonische Krötenkopf-Lanzenotter (Bothrocophias hyoprora) ist eine wenig erforschte Art der Grubenottern und im nordwestlichen Südamerika verbreitet, wo sie Regenwälder bewohnt.

## Merkmale
Die Körperlänge beträgt 50–80 cm. Die Art lässt sich anhand der steil nach oben gerichteten Schnauze gut identifizieren. Es gibt sechs weitere Arten der Gattung, eine ähnliche Art ist die Kleinaugen-Krötenkopf-Lanzenotter (Bothrocophias microphthalmus) aus den Anden.

## Verbreitung und Lebensraum
Die Art ist im nördlichen Südamerika verbreitet, genauer im westlichen Amazonasbecken. Hier kommt sie im Osten Ecuadors vor, im Süden Kolumbiens, im Nordosten Perus, im Nordosten Boliviens und im Nordwesten Brasiliens in den Bundesstaaten Amazonas, Rondônia, Pará und Acre. 
Lebensraum der Art sind besonders humide Regenwälder. Hier ist die Art in der Laubstreu zu finden, häufig in der Nähe von Gewässern.

## Lebensweise
Die nachtaktive Art ernährt sich von Echsen und Nagetieren. Die Fortpflanzung erfolgt vivipar, es werden 4 Jungtiere geboren.

## Gift
Das Gift enthält Prokoagulantien und Hämorrhagine. Es wurde von tödlichen Schlangenbissen bei Kindern berichtet.

## Taxonomie
Die Art wurde von dem brasilianischen Herpetologen Afrânio Pompílio Gastos do Amaral 1935 unter dem Namen Bothrops hyopora erstbeschrieben. Ein weiteres Synonym von Amaral aus dem gleichen Jahr lautet Bothrops hyoporus. Weitere Synonyme sind Bothrops hyoprora Amaral 1937, Bothrops pessoai Prado 1939, Porthidium hyoprora Campbell & Lamar 1989 und Bothrops hyoprorus McDiarmid, Campbell & Touré 1999. 2001 wurde die Art schließlich von Gutberlet & Campbell in die neu beschriebene Gattung Bothrocophias eingeordnet. Der Holotyp der Art ist ein männliches Exemplar aus La Pedrera in Kolumbien.